# 山本周
山本 周（やまもと しゅう、1956年2月 - ）は、フジテレビ報道局解説委員室解説委員。

## 人物・来歴
愛知県名古屋市生まれ。1974年福岡県立修猷館高等学校卒業。1980年3月早稲田大学政治経済学部経済学科卒業、同年4月フジテレビ入社。報道局に配属。政治部首相官邸担当キャップ・デスク、政治部専任部長、BSニュース編集長、ニュースJAPAN編集長、政治部長、取材センター室長、報道局次長、解説副委員長、解説委員長を経て現職。コメンテーターとして、ニュース番組での解説などを行う。
日本記者クラブ会員資格委員である。

## 出演番組

### 現在
- 地上波の各報道特別番組、「ホウドウキョク」でのニュース解説など。

### 過去
報道番組
| 期間          | 期間           | 番組名                                | 役職           | 担当日 |
| ------------- | -------------- | ------------------------------------- | -------------- | ------ |
| 2006年7月3日  | 2006年12月25日 | ニュースJAPAN                         | コメンテーター | 月曜日 |
| 2009年3月30日 | 2013年3月29日  | BSフジLIVE プライムニュース（BSフジ） | 解説キャスター | 平日   |
| 2010年7月2日  | 2011年3月25日  | FNNスーパーニュース                   | コメンテーター | 金曜日 |

その他
- ホウドウキョク24 - 「さらのちゃんねる」コメンテーター